# Vat Rong Kun
Wat Rong Khun (thai nyelven: วัดร่องขุ่น, jelentése magyarul: fehér templom), egy a megszokottól eltérő, kortárs buddhista templom a thaiföldi, Csiangraj régióban, Csiangraj várostól 15 km-re délnyugatra. A teljes egészében fehér és apró üvegdarabokkal és gazdag díszítőelemekkel kirakott épületet, a thai Gaudí-ként is emlegetett, Chalermchai Kositpipat tervezte 1997-ben. A turisták számára is ingyenesen látogatható épület egy nagyobb projekt része, amelynek elkészítése a tervező szerint évtizedeket fog igénybe venni.

## Története
A 20. század vége felé az eredeti Wat Rong Khun már nagyon rossz állapotban volt. Pénzügyi nehézségek miatt a javítási munkálataira nem került sor egészen addig, amíg Chalermchai Kositpipat, egy helyi művész, elhatározta, hogy saját pénzéből teljes egészében újjáépíti a templomot. A tervező oktatási és meditációs központnak szánta az épületet.
A munkálatok 1997-ben kezdődtek és 2008-ra a templom teljesen elkészült.
2014. május 5-én délután egy földrengés következtében súlyosan megrongálódott az épület. Ekkor a templomot határozatlan időre bezárták. A tervező május 6-án még azt mondta, hogy lerombolja az egész templomot és nem építi soha újra. Egy nappal később azonban egy szakértői csoport megvizsgálta az épületet és megállapította, hogy a földrengés során nem sérültek a szerkezetek. Ezt követően Chalermchai bejelentette, hogy két év alatt visszaállítja a templomot eredeti állapotába és az élete hátra levő részét a templom építésére fogja szentelni. A templomot május 8-án megnyitották a látogatók számára.

## Szerkezeti felépítése
A templom minden pici részlete jelentéssel bír és a látogatót arra ösztönzi, hogy elmélyedjen az egyes buddhista tanításokon. A fehér templom fő épülete (az Ubosot) egy kis tó feletti hídon keresztül közelíthető meg. A híd előtt van egy kör alakú tér, ahol a mélyből kezek nyúlnak felfelé, a vágyak szimbolizálásaként. Ez a terület ábrázolja az emberi szenvedést és a poklokat. Az épülethez ívelő híd (nevének jelentése magyarul: az újjászületések körforgásának hídja”) szimbolikus értelemben átviszi a látogatót a halálokon és újraszületéseken átvezető állapotba, amely már szenvedésektől mentes. A boldogsághoz vezető utat szimbolizálja, azáltal, hogy az ember túljut a világi vágyakon, kapzsiságon és kísértéseken. A tavacska mellett áll két kinnaree, a buddhista mitológiából ismert félig ember, félig madár alak.
A hídon átérve a “mennyország kapujába” érkezünk, amelyet két hatalmas alak védelmez, akik az emberi sorsok felett döntenek. Itt több meditáló Buddha kép is van. A teljes egészében fehér főtemplom vakolatába fényvisszaverő tükrök vannak beépítve. Annak ellenére, hogy a régi templomokban buddhista történeteket szoktak ábrázolni a freskók, a fehér templom falain a jó és a rossz színes, modern megjelenítéseit találjuk. A művész olyan alakokat választott, mint Batman, Pókember, Elvis illetve egyéb főhős és gazember képregényekből és filmekből. A templom hátsó falán a Buddha arany freskója van felfestve.
Kiemelkedik a többi struktúra közül a pihenőként szolgáló arany épület. Az arany épület az emberi testet míg a fehér templom az emberi tudatot jelképezi. Az arany szimbolizálja, hogy az emberek hogyan fókuszálnak a világi vágyakra és a pénzre.

## Megközelítése
A templom Csiangraj régió azonos elnevezésű városától 15 kilométerre délnyugatra található. A városból taxival 20 perc, helyi busszal mintegy 30 perc az út. Saját bérlésű járművel az 1-es főúton (Phahonyothin road) keresztül érhető el a Wat Rong Khun.

## Galéria

Wat Rong Khun
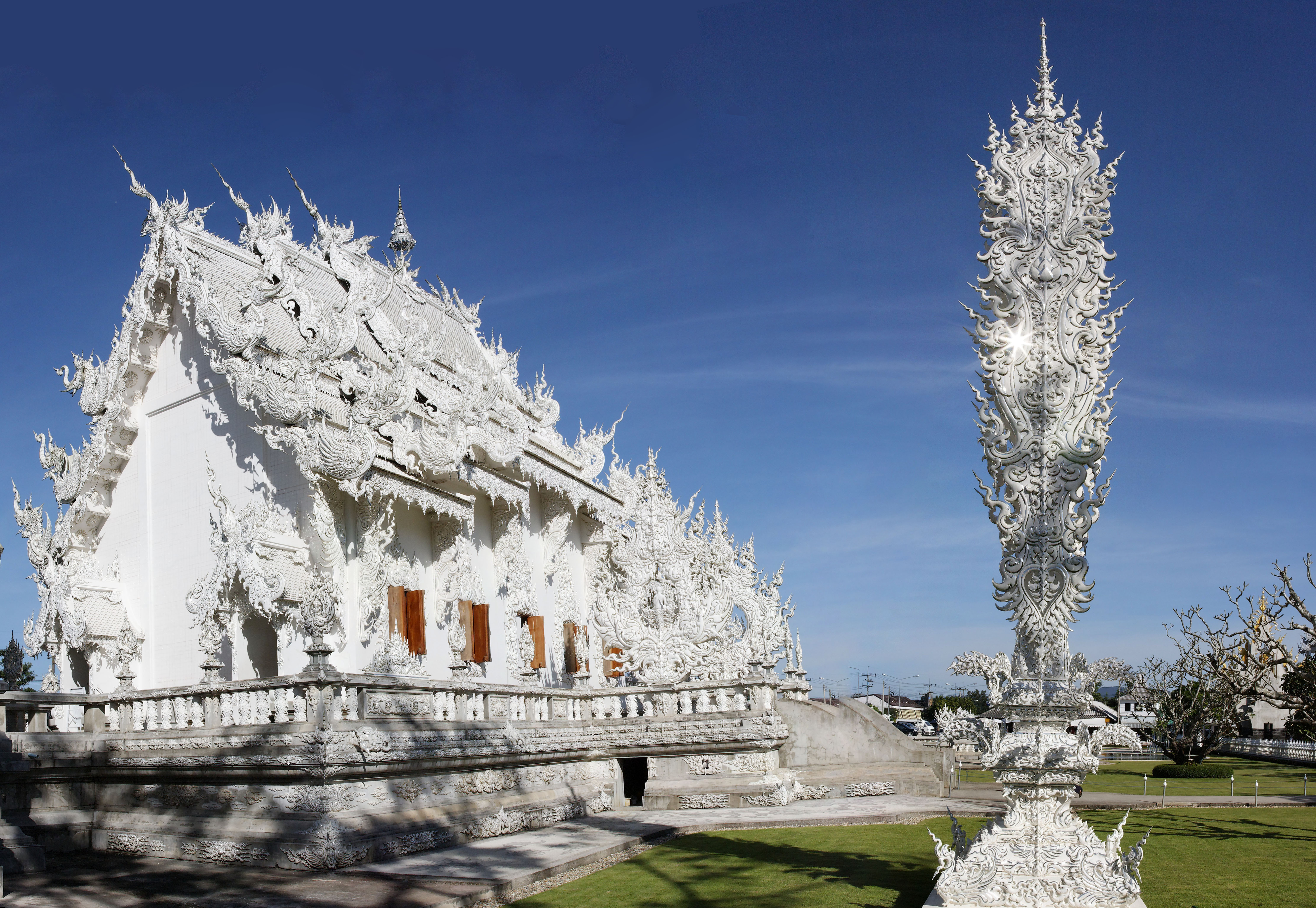
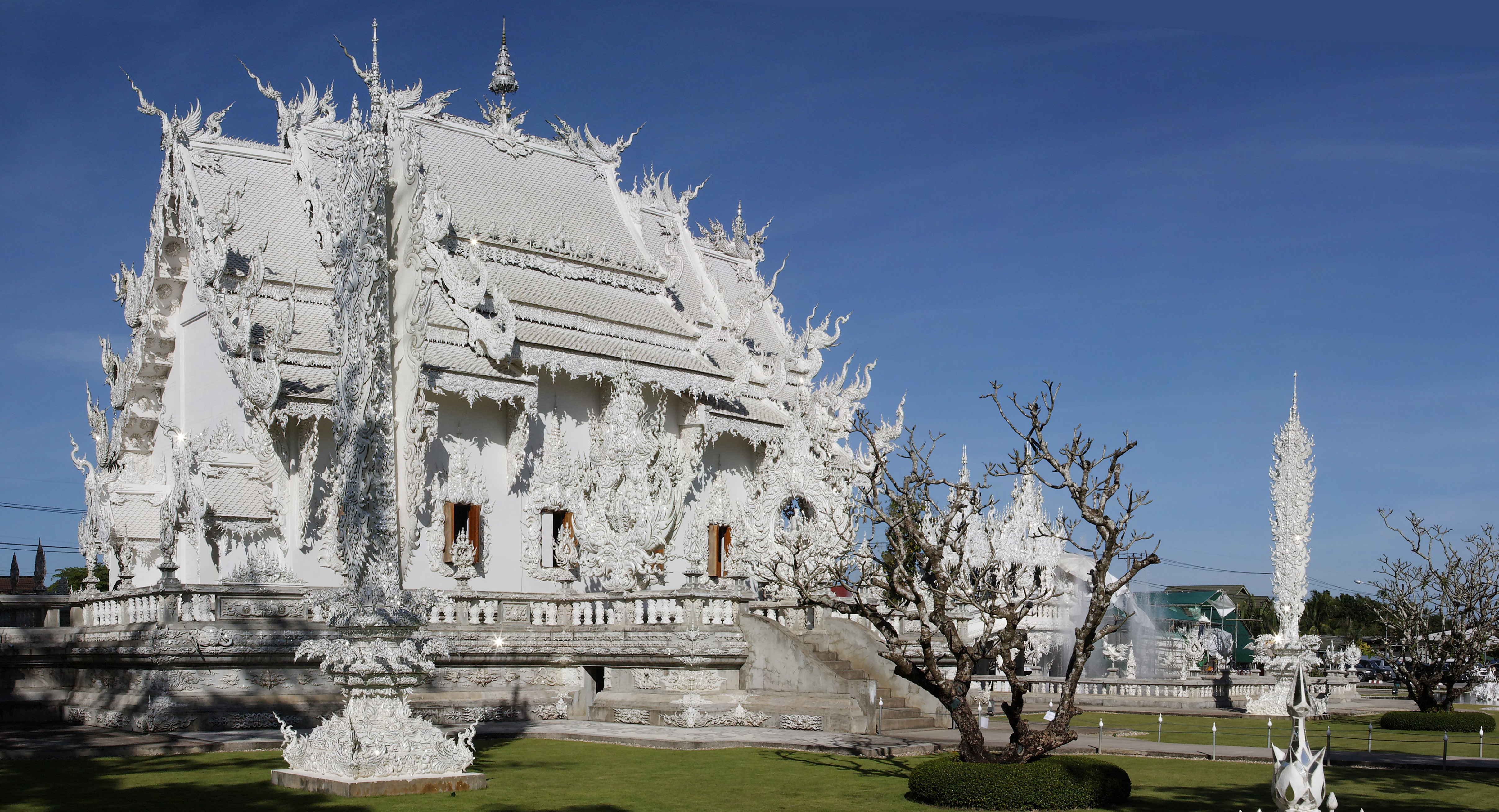
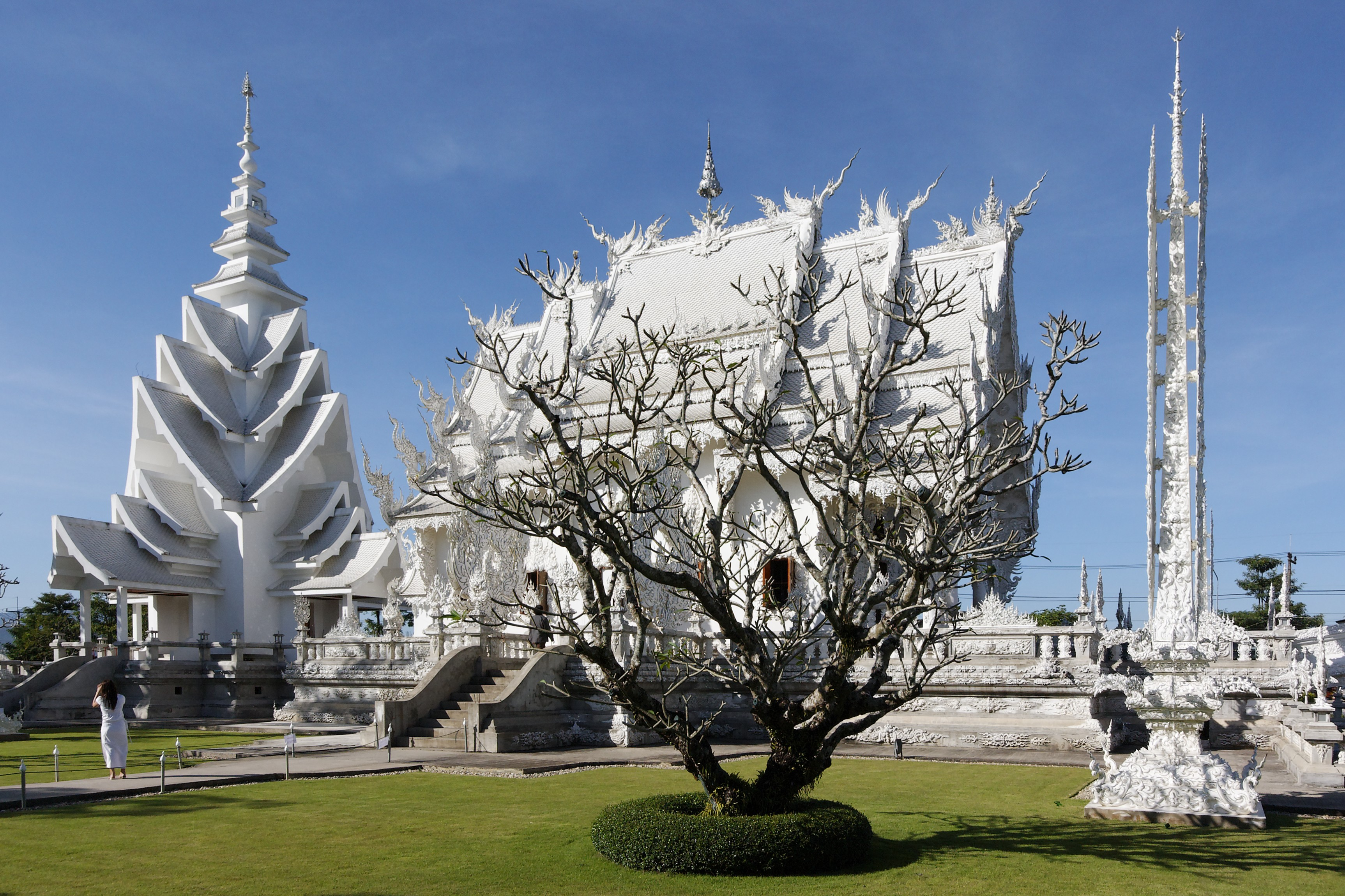
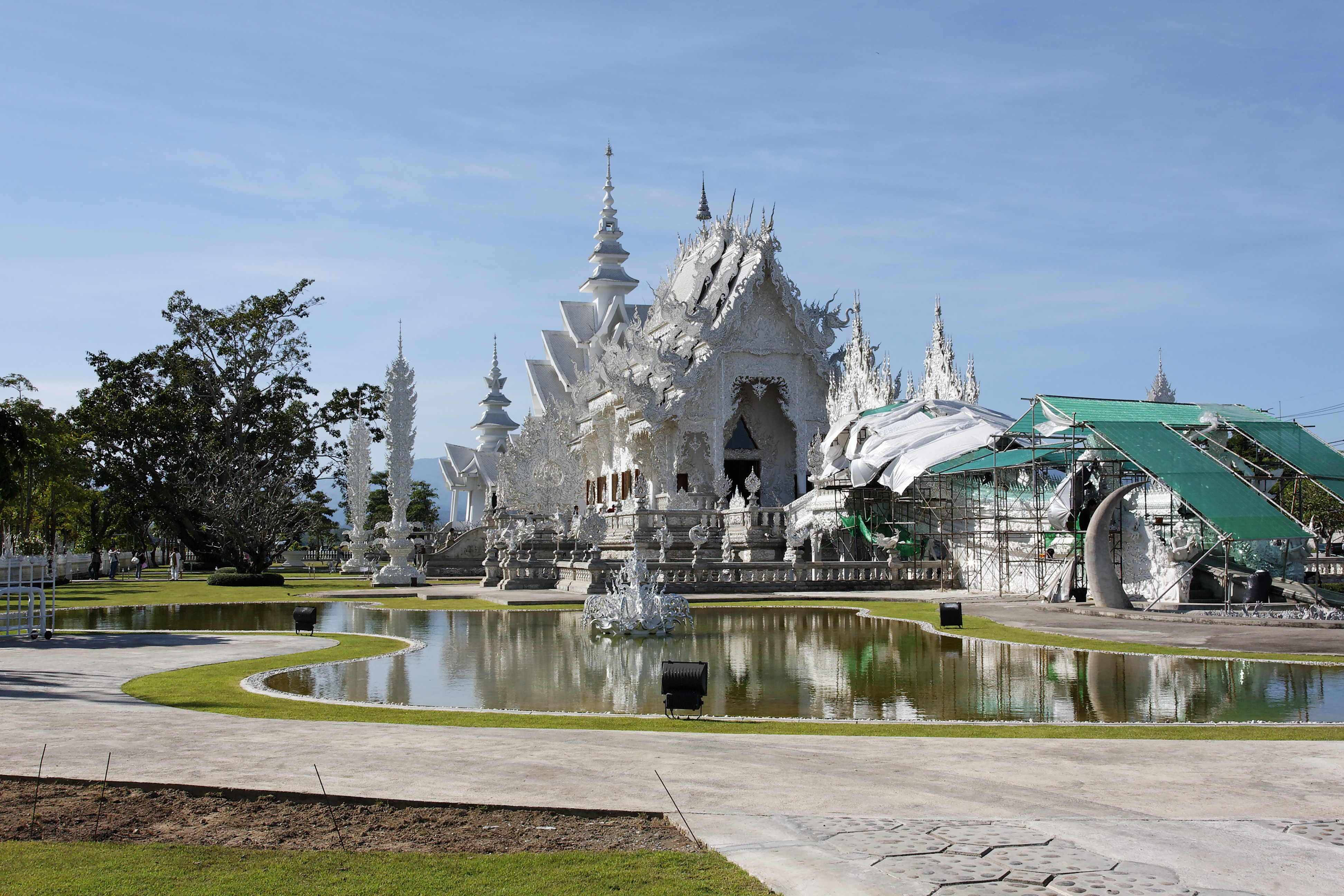
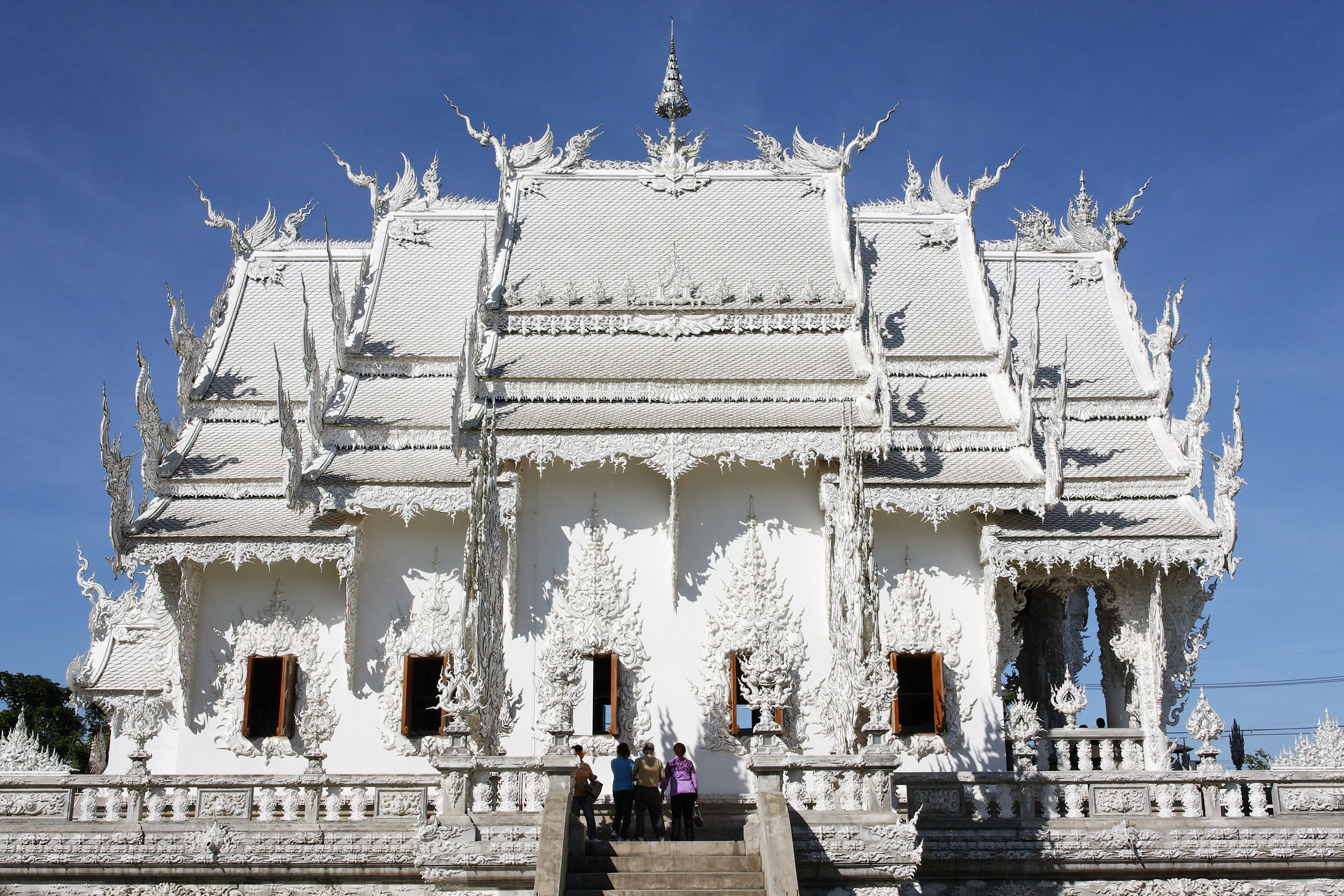
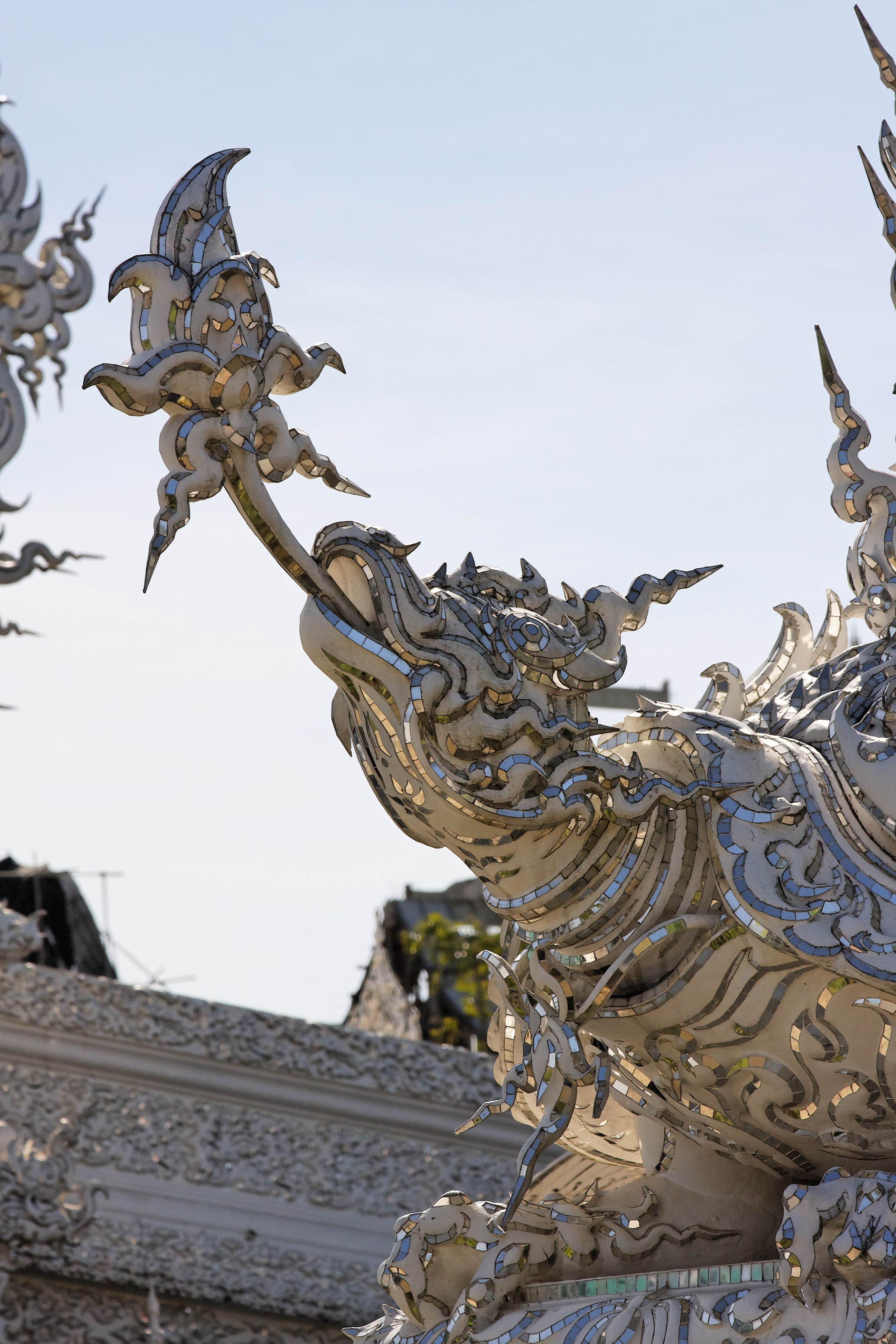
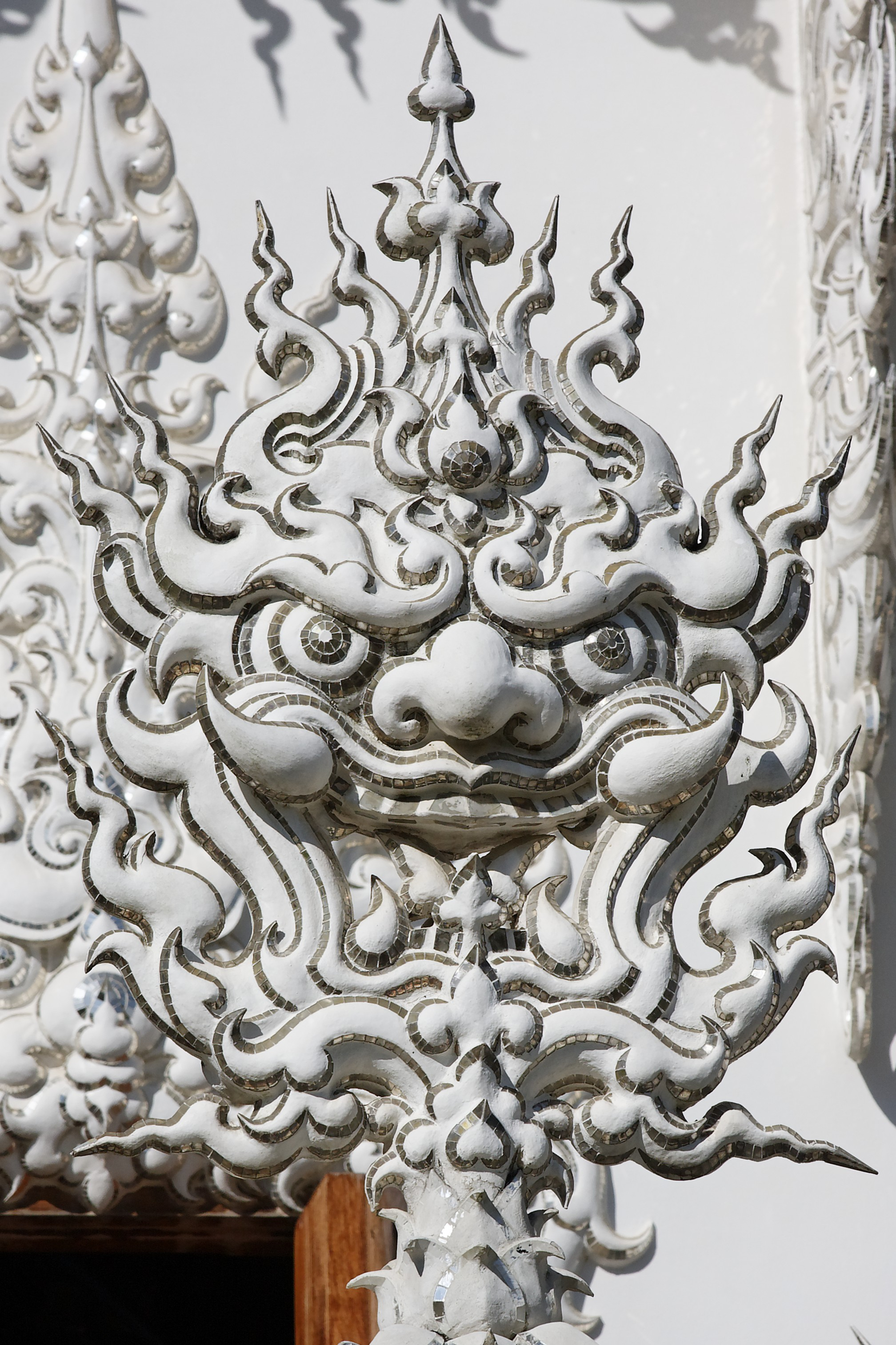
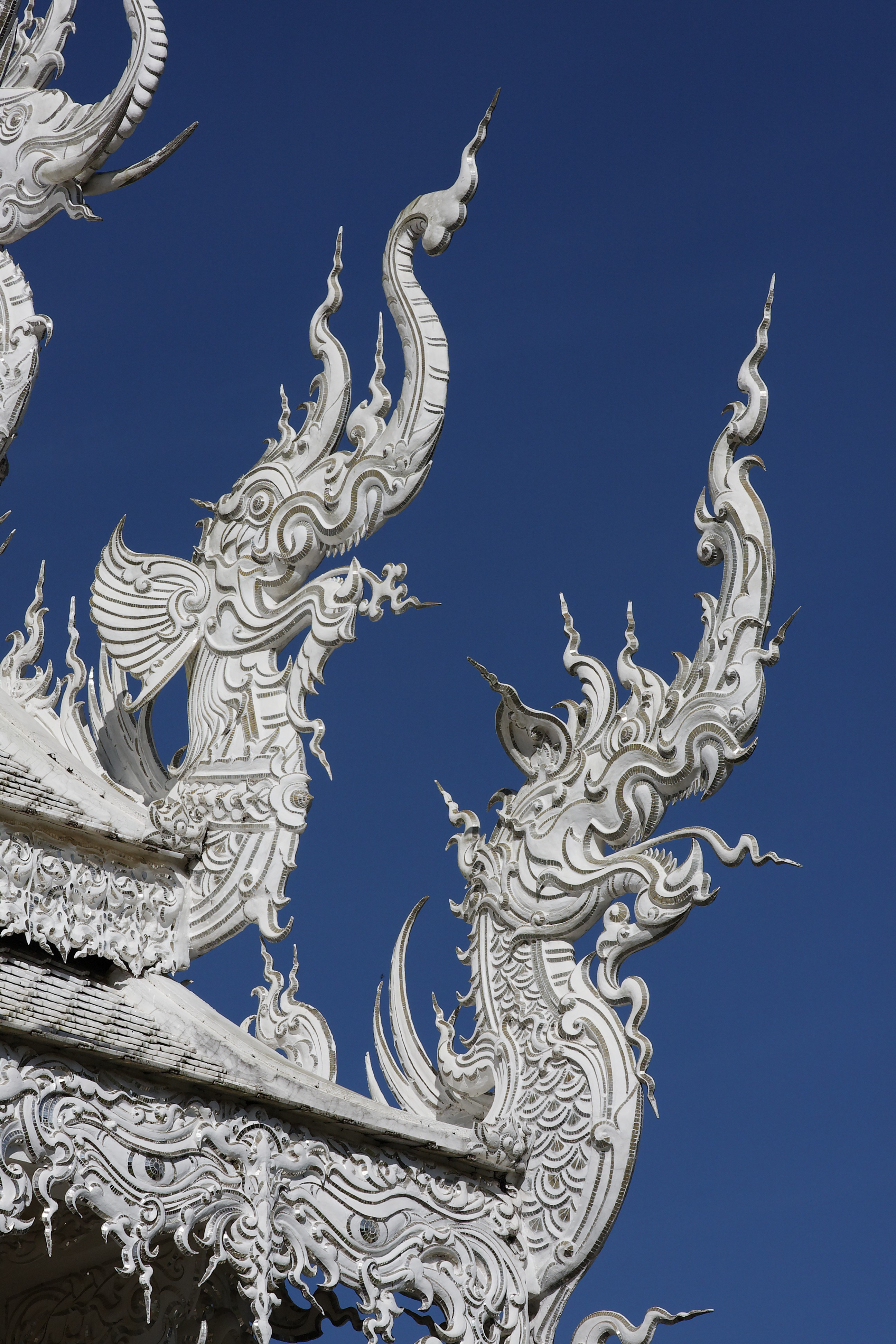
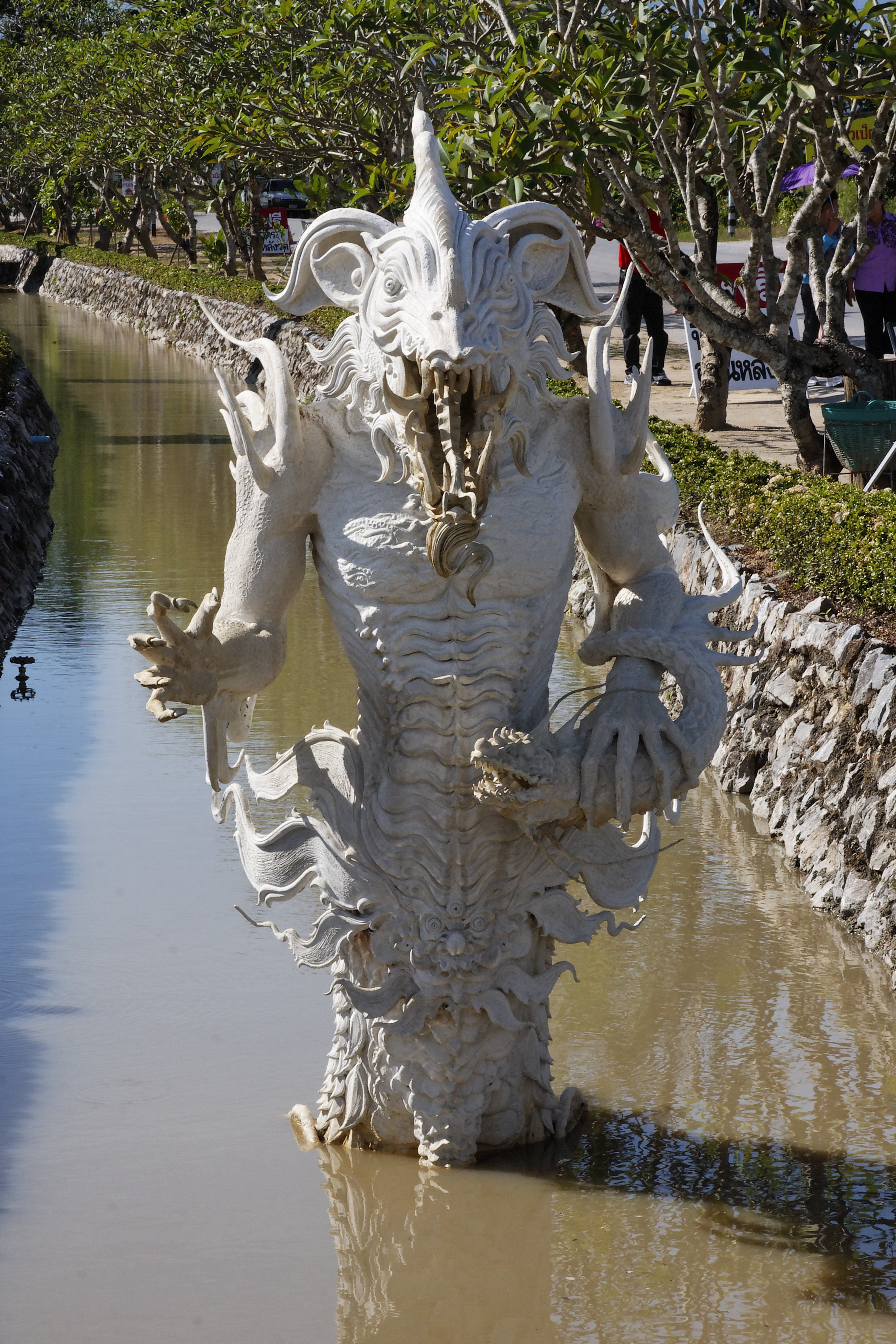
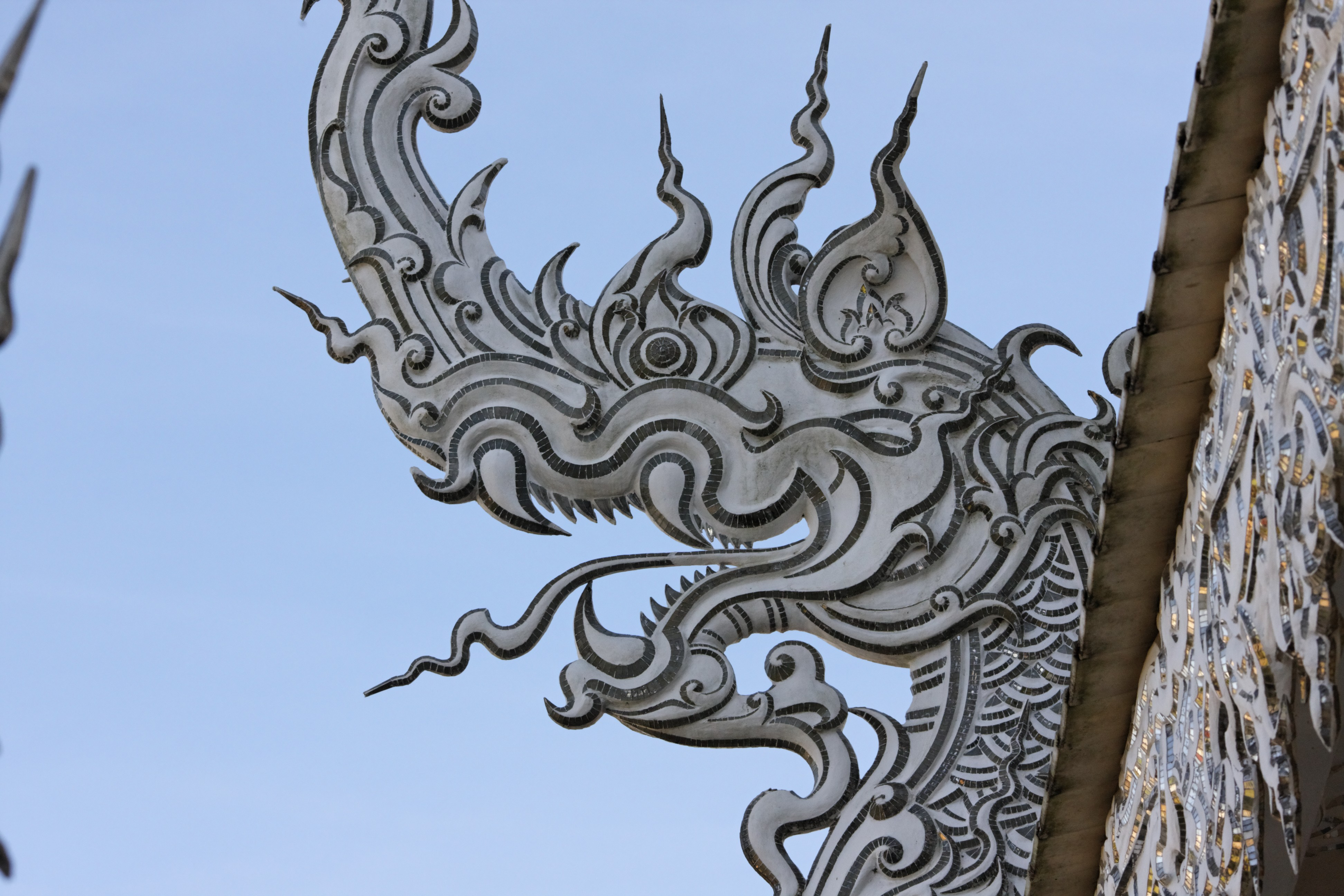
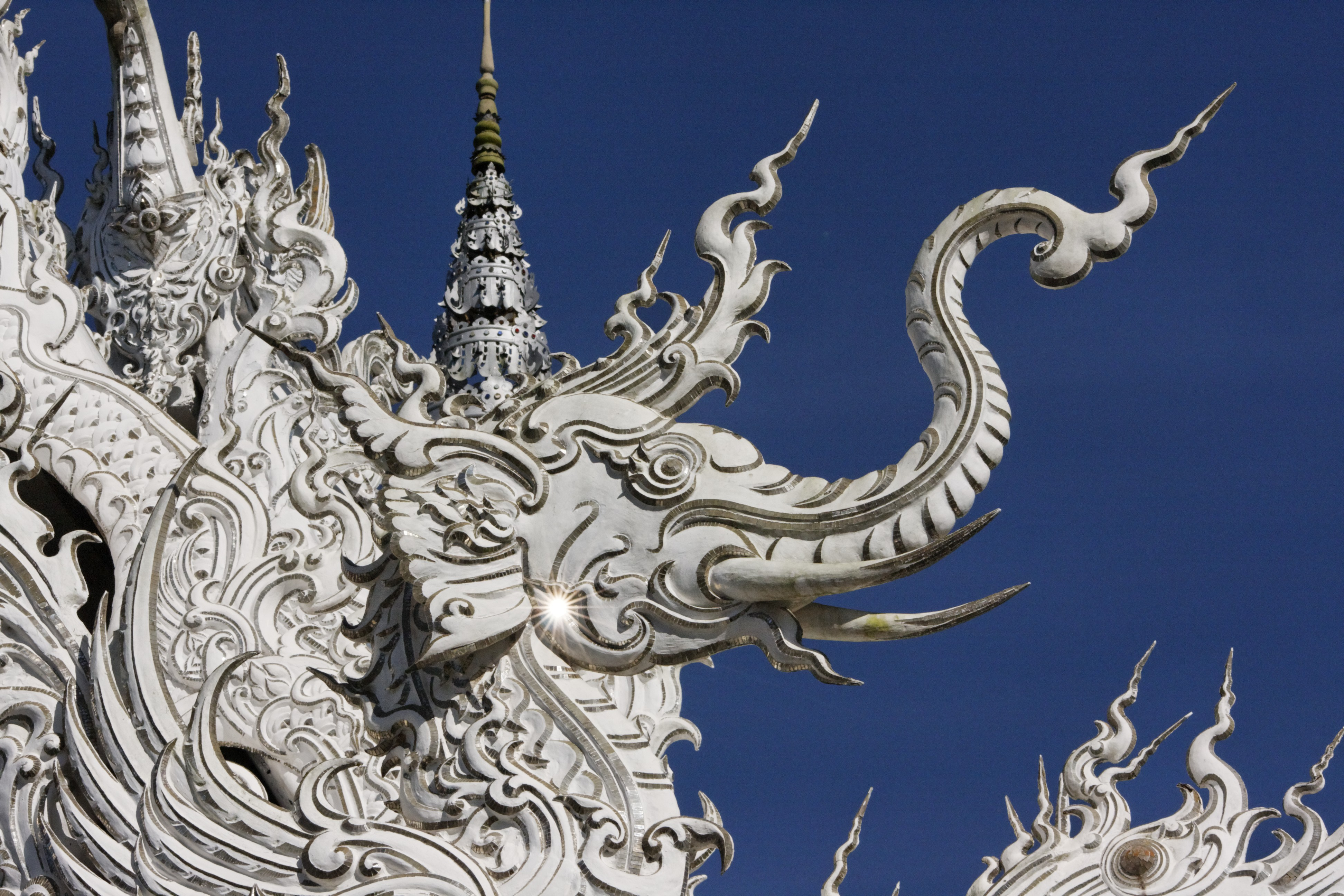
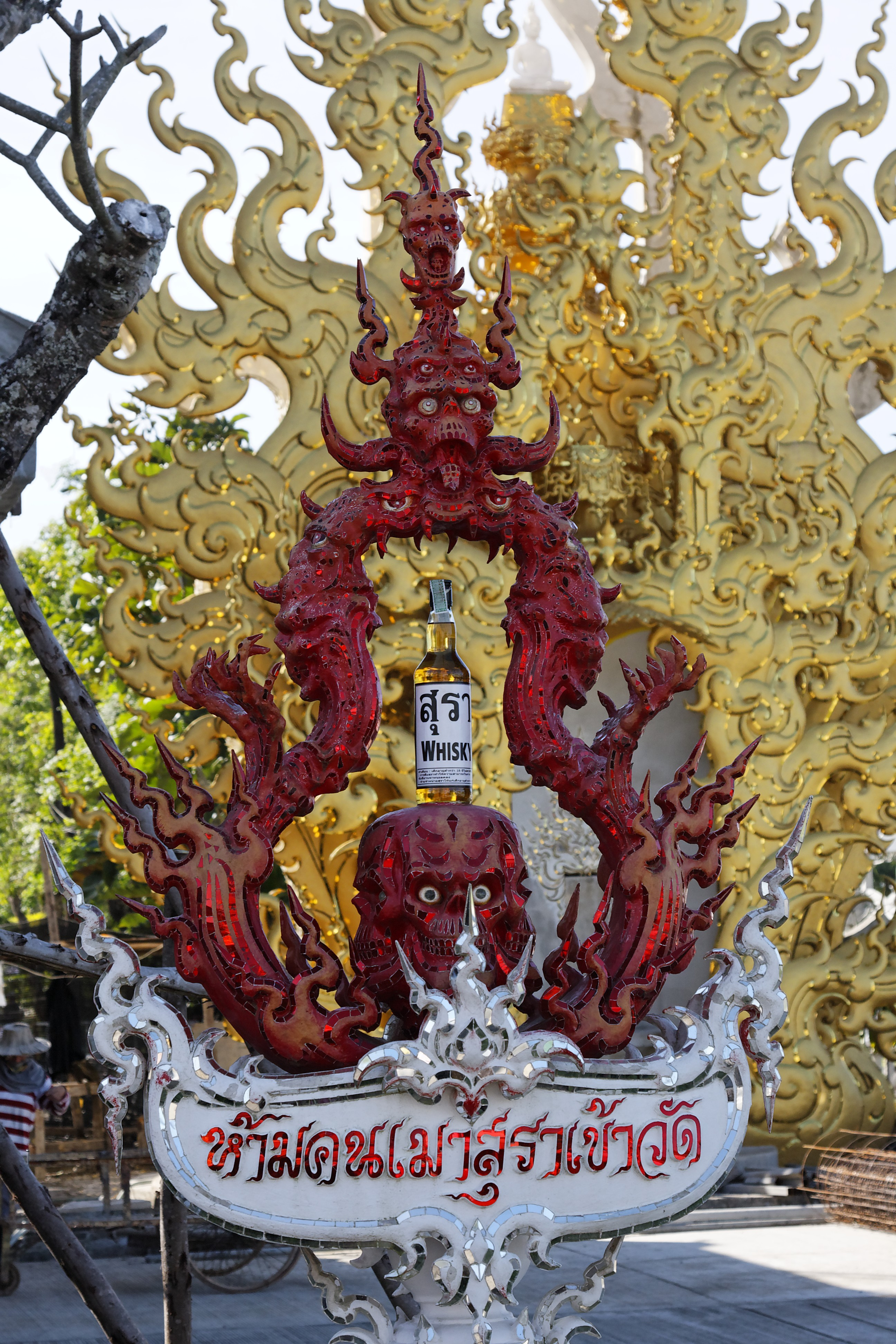
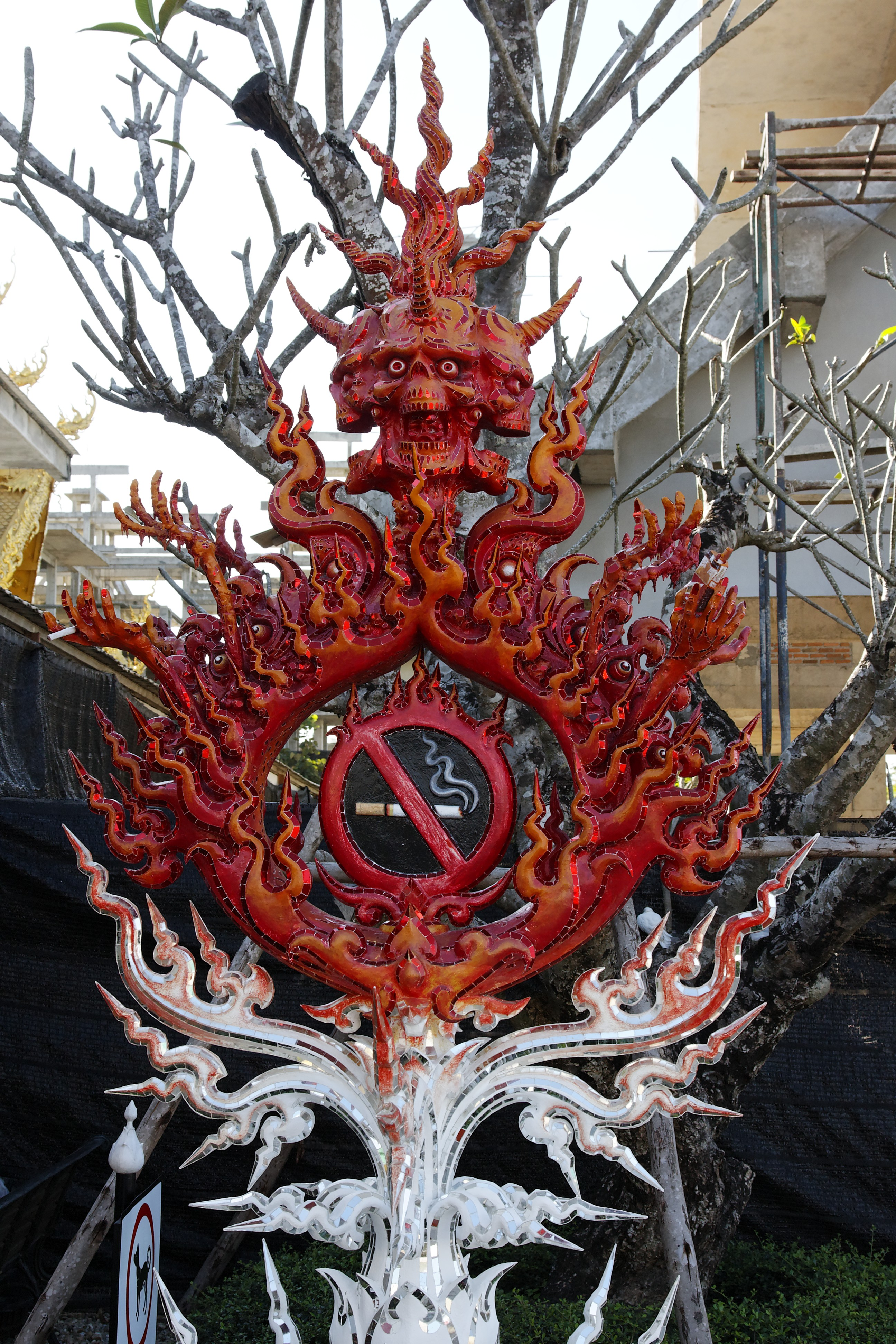
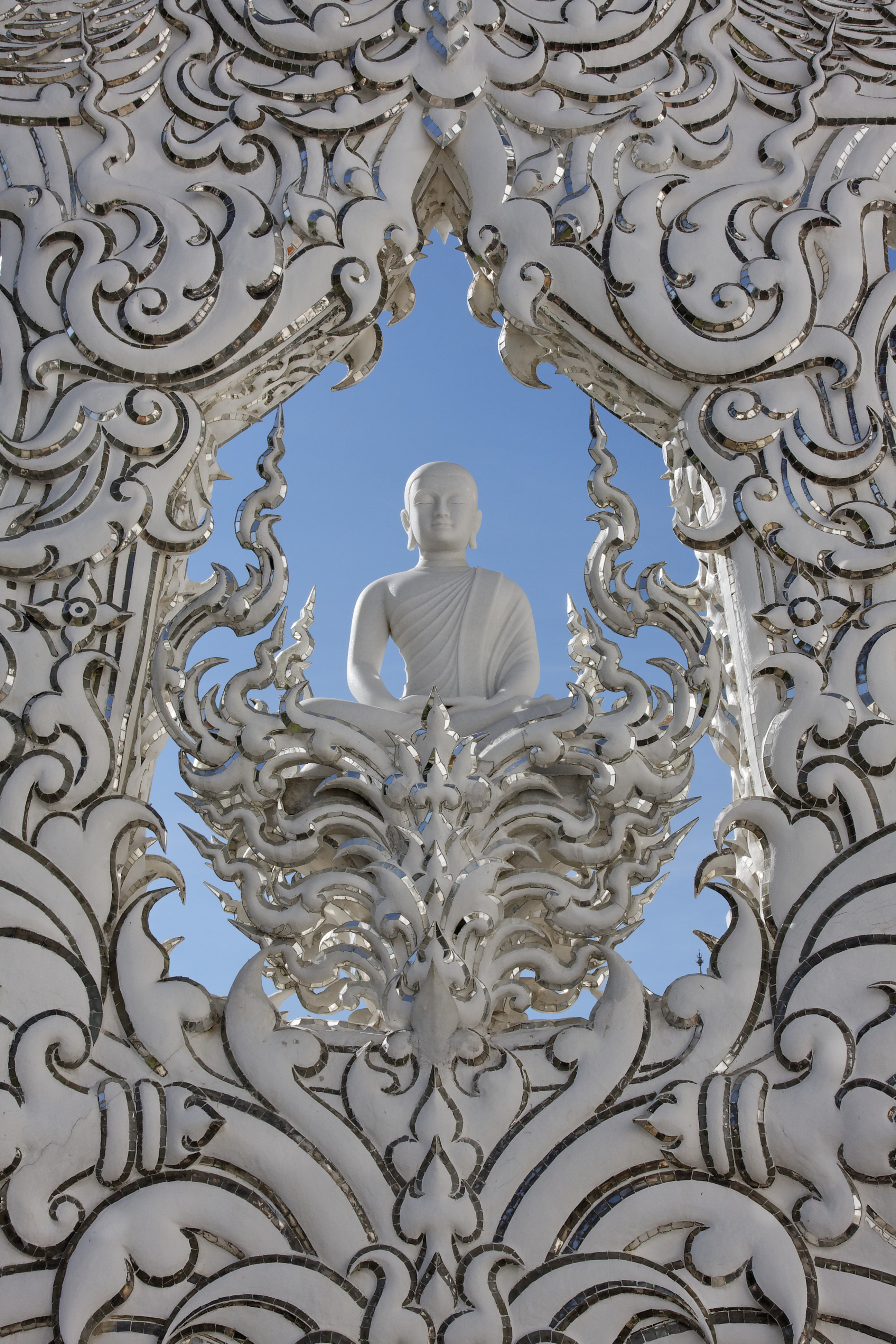
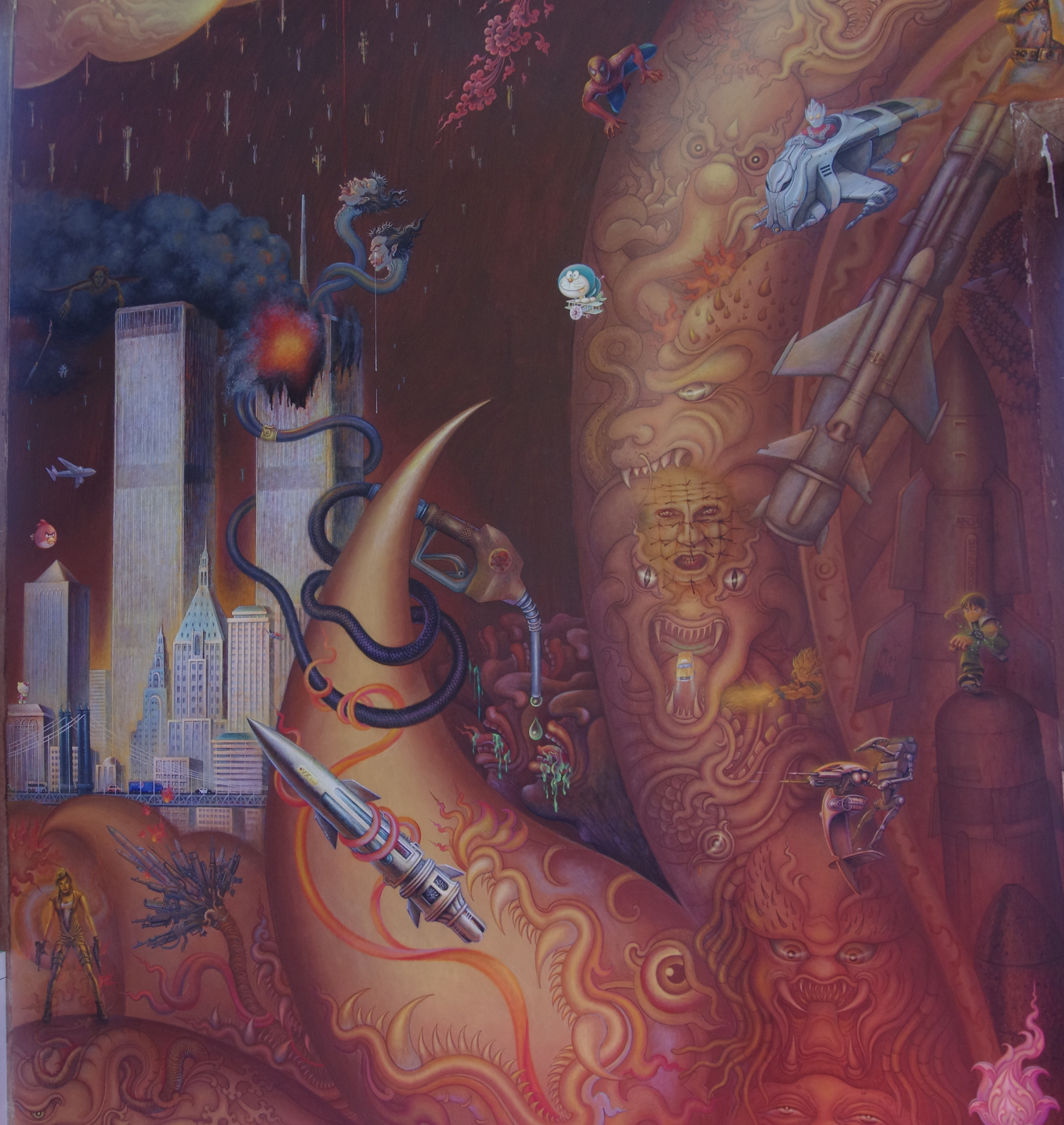

## Külső hivatkozások
- Hivatalos oldal (thai)
- A templom leírása egy magyar blogban.
- képek a templomról
- a templom az amusingplanet oldalán. (angol)
- Általános információk turisták részére (angol) Archiválva 2014. szeptember 8-i dátummal a Wayback Machine-ben